# Zamach na Bolesława Bieruta (1951)
Zamach na Bolesława Bieruta − nieudany zamach na prezydenta Bolesława Bieruta przeprowadzony przez strzegącego Belwederu żołnierza Korpusu Bezpieczeństwa Wewnętrznego. Zamachowiec zginął zastrzelony przez innych strażników lub popełnił samobójstwo.